# Encyklopedia rolnictwa i wiadomości związek z nim mających
Encyklopedia rolnictwa i wiadomości związek z nim mających – pięciotomowa, ilustrowana, polska encyklopedia poświęcona tematyce rolniczej, która wydana została w latach 1873−1879 w Warszawie  .

## Historia
Encyklopedię opracował komitet redakcyjny złożony z członków Towarzystwa Rolniczego w Królestwie Polskim: red. nacz Jan Tadeusz Lubomirski, Edmund Stawiski, Stanisław Przystański, Ludwik Józef Krasiński, Leopold Kronenberg, Józef Florian Zamoyski  .

## Opis
Wydano w sumie 5. tomów :
- T. 1 (A-C, 769 s.), czarno-białe ilustracje, Warszawa 1873[2] ,
- T. 2 (D-G, 1219 s.), czarno-białe ilustracje, Warszawa 1874[3] ,
- T. 3 (G-K, 740 s.), czarno-białe ilustracje, Warszawa 1876[4] ,
- T. 4 (L-O, 877 s.), czarno-białe ilustracje, Warszawa 1877[5] ,
- T. 5 (P-Ż, 913 s.), czarno-białe ilustracje, Warszawa 1878[6] .